# Rootsiküla (Kihelkonna)
Rootsiküla – wieś w Estonii, w prowincji Sarema, w gminie Kihelkonna.